# Erik Sundin
Erik Daniel Victor Sundin (Stoccolma, 1º marzo 1979) è un ex calciatore svedese, di ruolo centrocampista.

## Palmarès
- Coppe di Svezia: 1

Helsingborg: 2010
- Supercoppa di Svezia: 1

Helsingborg: 2011